# Diplopteraster clarki
Diplopteraster clarki är en sjöstjärneart som beskrevs av Bernasconi 1937. Diplopteraster clarki ingår i släktet Diplopteraster och familjen knubbsjöstjärnor. Inga underarter finns listade i Catalogue of Life.